# Basècles
Basècles (en picard Basèque, en wallon Båzeke) est une section de la commune belge de Belœil, située en Wallonie dans la province de Hainaut.
C'était une commune à part entière avant la fusion des communes de 1977.

## Étymologie
Vient du latin Basilicas (Dérivé du mot basilicae qui désignait de petits édifices que les Francs érigeaient sur la tombe des grands hommes et rappelaient la forme de basiliques ou édifices sacrés) ; Basècles signifierait donc mausolée.

## Géographie

### Situation
Village connu pour sa dizaine d'étangs, Basècles s'étend sur une altitude variant de 25 m aux alentours de l'autoroute A16, au sud-ouest, à 75 m au nord-ouest du territoire.
Il abrite une dizaine d'étangs, anciens sites de carrières, qui bénéficient aujourd'hui du statut de SGIB (Site de Grand Intérêt Biologique).
Le village est desservi par la N50, qui le traverse du nord-ouest au sud-est, en raison de sa position à 21 km de Tournai et 23,5 km de Mons.

## Démographie
- Source: INS; 1831 - 1970=recensement; 1976=population au 31 décembre

## Histoire
- En 1110, l'évêque de Cambrai, Odon de Tournai, accorda à l'abbaye de Saint-Ghislain, l'autel de Basècles avec ses dépendances : Wadelincourt, Hellies et Waudignies. Trente ans plus tard, un comte Baudouin, peut être le comte de Flandre, donna à ce monastère le « comté » de Basècles avec tous les droits en dépendant. L'Empereur Henri III confirma cette donation, le 27 mai 1140.
- Le village, situé juste à côté de la voie romaine Bavai-Cologne, possédait un échevinage dès 1165, qui dépendait du chef-lieu de Valenciennes. La localité a été plusieurs fois attaquée par les troupes françaises (1478, 1557-1559, 1649, 1709, 1712) ou réformées (1579). En 1768, la résistance à la conscription s'y manifesta par des violences à l'égard des gendarmes.
- Basècles sous l'occupation allemande, lors de la guerre (1914-1918)
- Mais, dans son histoire, Basècles était un ancien village industriel. De ses nombreuses carrières, on extrayait la pierre qui, après polissage, devenait le marbre noir qui fit sa réputation tant en Belgique qu'à l'étranger (notamment en Allemagne, France, Italie, Autriche, etc.). On retrouve, par exemple, du marbre noir de Basècles dans la cathédrale de Cologne. Mais cette époque industrielle est maintenant révolue… Aujourd’hui, l’extraction de la pierre est abandonnée et les vieilles carrières inondées font partie d’un paysage où la nature peu à peu reprend ses droits. Le village reste attaché à son passé et des manifestations périodiques continuent d’y perpétuer le souvenir des marbriers. Les Amis de la Nature organisent chaque année une marche et un jogging des marbriers. Le carnaval de Basècles a choisi de présenter dans son cortège le plus possible de traditions locales. Aujourd'hui, le Musée de la Pierre et du Marbre, sur la Grand-Place de Basècles retrace toute l'histoire des carrières et du marbre du village.

### Archéologie
- Vestiges gallo-romains : En 1881, dans une prairie contiguë au cimetière actuel, on découvrit des fondations de bâtiments, une sorte d'hypocauste de villa gallo-romaine ; le lieu s'appelait jadis Hellies. En 1934, un fermier baséclois, Jean-Baptiste Bocquet, fit la découverte d'un trésor gallo-romain de 494 pièces, dans une excavation herbue et boisée, portant le nom de « Cattenifosse ».
- Cimetières Mérovingiens : En 1848, à gauche de la route de Mons à Tournai, à environ 700 mètres de l'église, où se trouvait le chantier de déblayage des terres d'une carrière en début d'exploitation, furent découvertes une cinquantaine de tombes mérovingiennes renfermant des armes (francisques, scramasaxes, lances) et des poteries. En 1860, dans la carrière dite le « trau Antoine », quatre squelettes armés furent exhumés. En, 1875, deux squelettes avec lances et épées furent mis au jour, dans l'exploitation de M. Place.

## Armoiries
|  | Blason de Basècles Blasonnement : Parti, à dextre d’or à une demi aigle éployée de sable, à senestre d’azur à trois fleurs de lys d’or, 2 et 1. Source du blasonnement : Identique à celui de Saint-Ghislain dont le monastère possédait le "comté" de Basècles |

## Liste des bourgmestres de 1830 à 1977
- Octave Battaille, de 1901 à 1920, (Parti Libéral).

## Patrimoine et culture

### Patrimoine architectural et sites
- Le Musée de la Pierre et du Marbre : Toute l’histoire des carrières et du marbre à Basècles est présentée et créée par l’Association pour la sauvegarde du Patrimoine de Beloeil (ASPB) au Musée du Marbre et de la Pierre situé sur la Grand Place. Le Musée présente ses collections sur deux niveaux : les panneaux didactiques et les « grosses pièces » et ensuite les outils et les créations des marbriers où l’atmosphère donne au visiteur la réelle impression d’un petit bond dans le passé.
- Le château Daudergnies : L’ancien château Daudergnies situé rue Daudergnies, est une imposante demeure de style éclectique (XIXe siècle) rappelant l’existence de ce basèclois illustre, Jean-Baptiste Daudergnies, qui entre deux tours du monde, a trouvé le temps de bâtir un château dans son village natal. La visite de Basècles se complètera d’une promenade sur le site des anciennes carrières, rue des carrières et rue de Grandglise où, à côté des plans d’eau, quelques témoignages d’archéologie industrielle restent visibles.

- L'église Saint-Martin : Elle est de style classique en brique, grès et pierre, date de 1779. Elle possède une intéressante statuaire : les monuments funéraires gothiques de Simon Leval (XVe siècle) en pierre de Tournai et celui de Jehan Benoît (XVIe siècle) en pierre blanche, une charité de Saint-Martin en bois polychrome (vers 1600). Des fouilles qui y furent entreprises ont permis d’y découvrir les fondations d’édifices antérieurs (XIVe siècle).

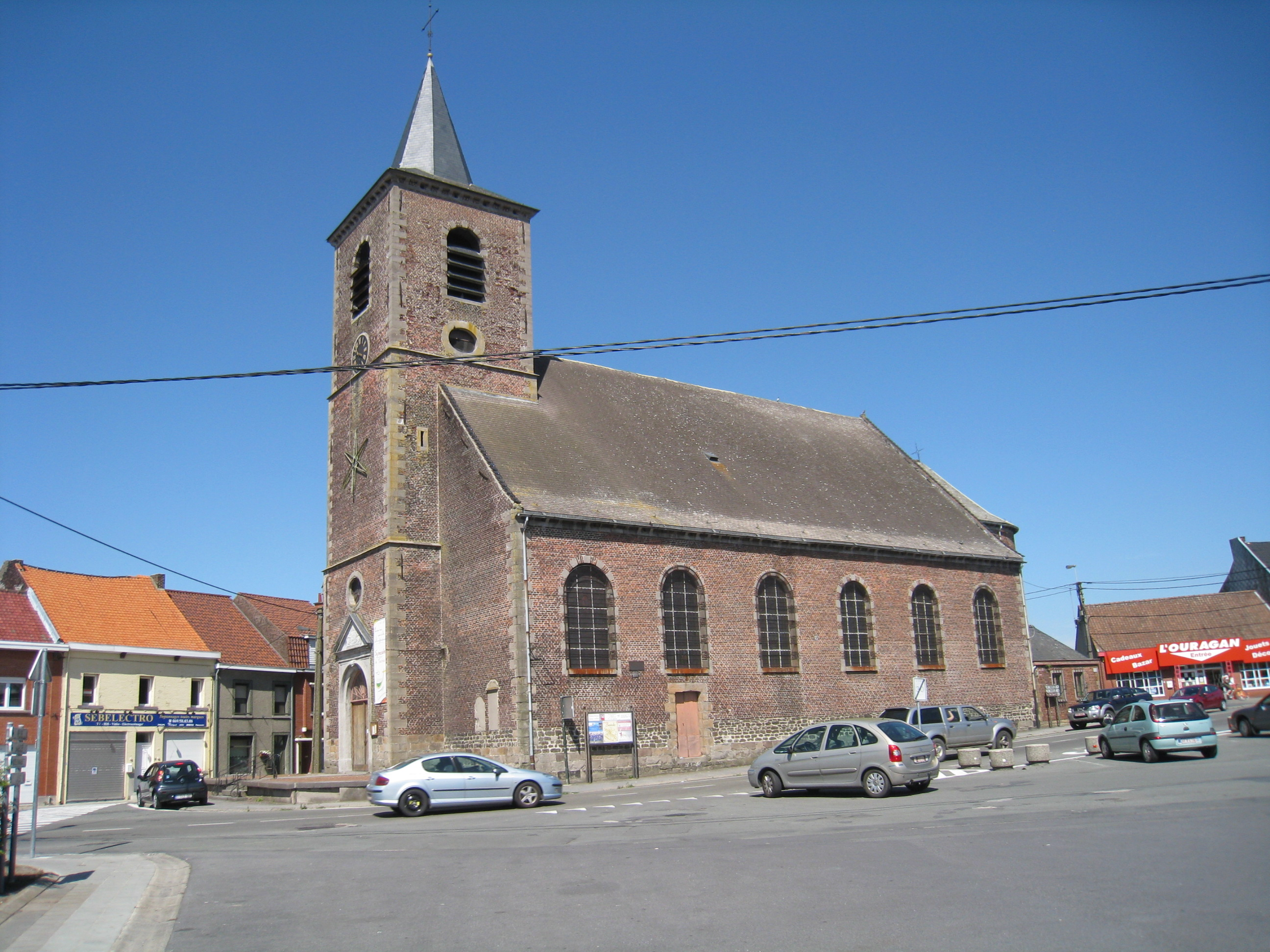
Église vue de la grand-place.
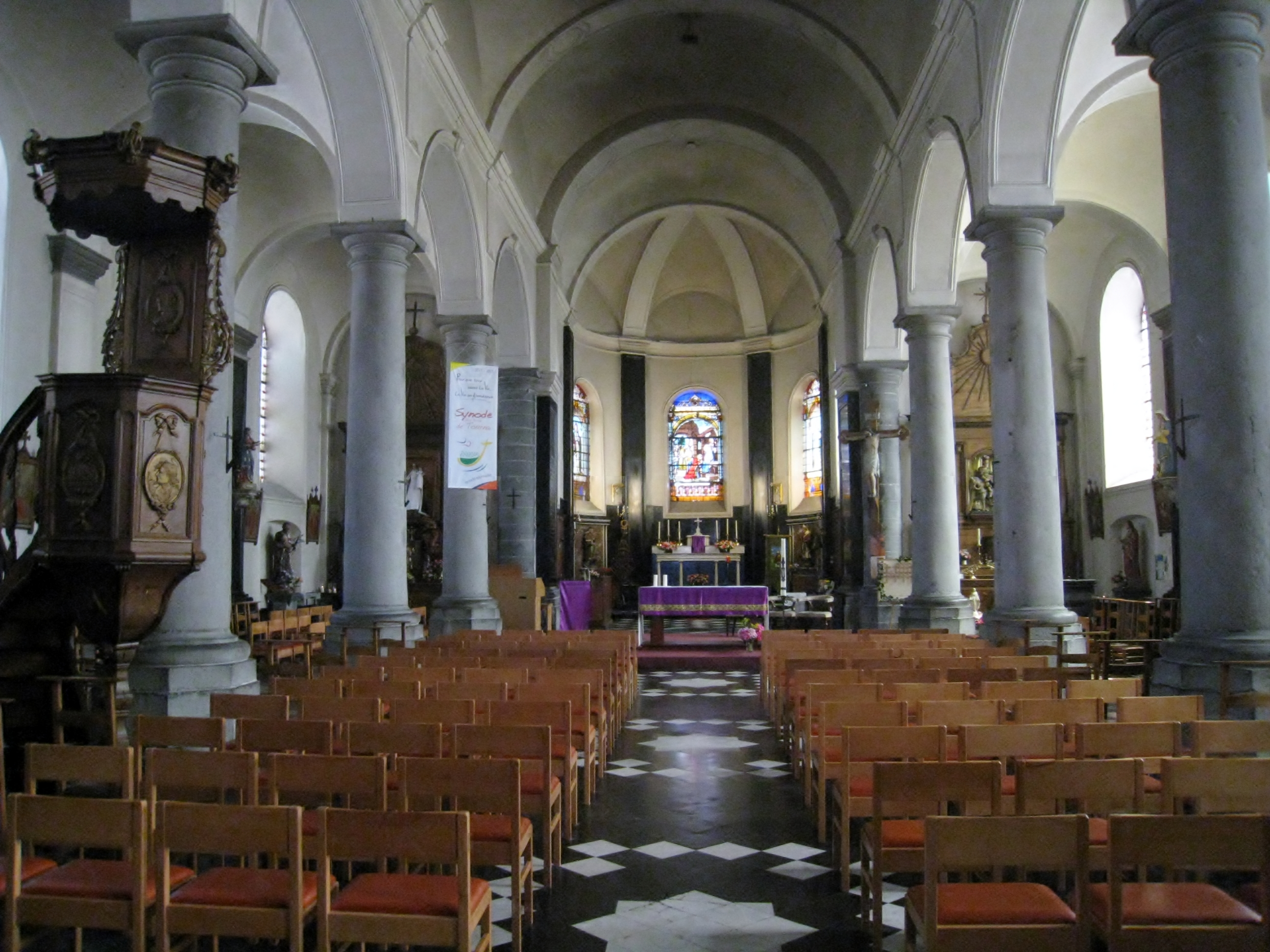
Nef centrale.
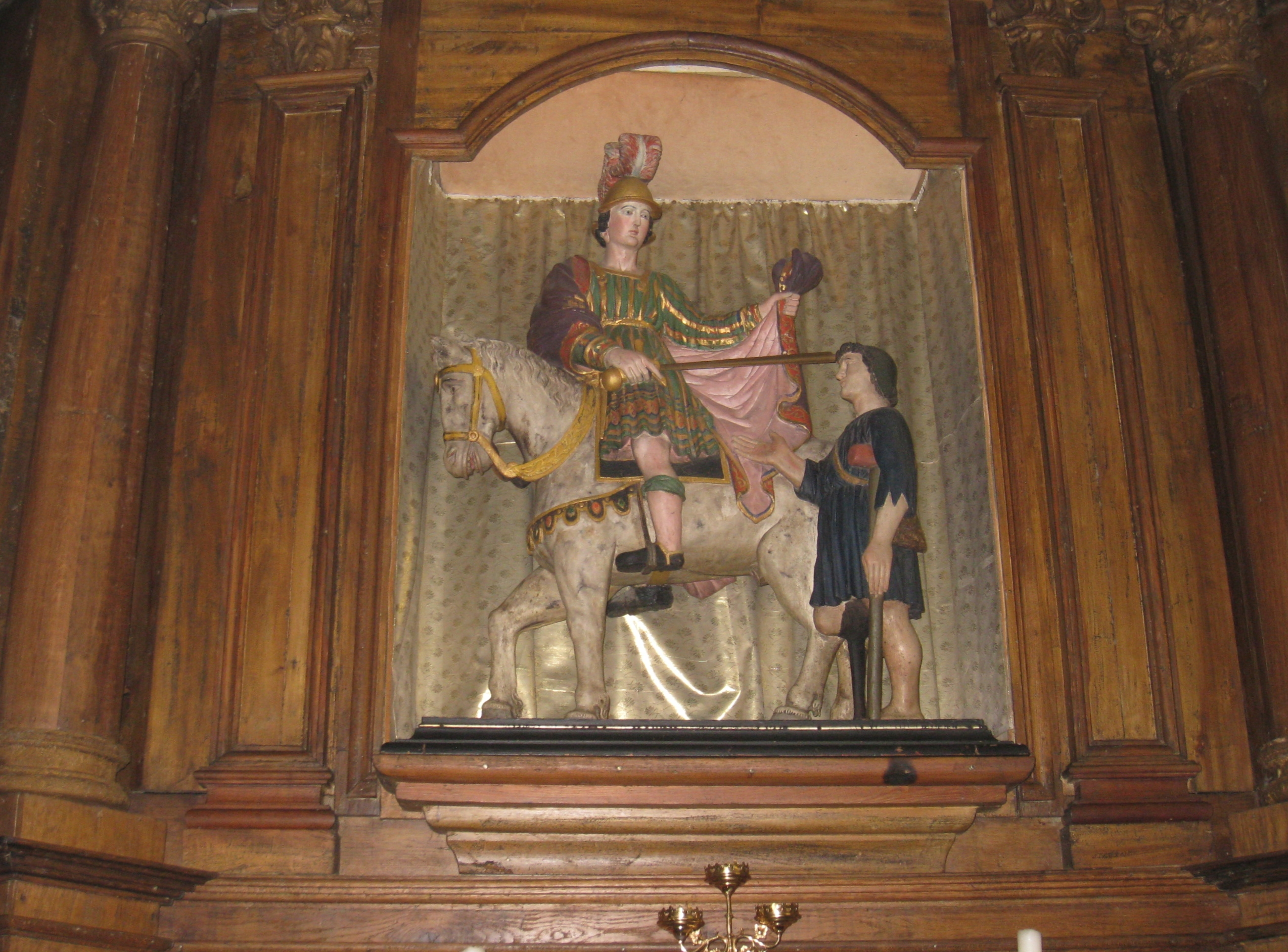
Autel de saint Martin.

- La chapelle des trois Frères à la rue de Quevaucamps. La chapelle Sainte-Thérèse et la chapelle Notre-Dame-de-Lourdes à la rue du Banc de Pierre. La chapelle Saint-Hubert à la rue du Pré à Parchons. La niche Saint-Hubert et le calvaire Lapouille à la rue du Carme. Le château Battaille, la chapelle du Bon Dieu de Pitié, la chapelle Notre-Dame de la Délivrance à la rue Octave Battaille, Le monument de la place Verte, Le monument de la place de la Victoire, le monument Alfred Gors à la place Verte, et le monument du 25e anniversaire du carnaval de Basècles à la rue Grande.

### Culture

#### Hymne
Basèque ch'est l'pu biau des villôges fut créé par Monsieur Marcel Gras. Vous pouvez retrouver l'intégralité des paroles dans les livres Basècles bâti sur roc de Jean Leblois et Chint canchons pou un villôge de Marcel Gras ainsi que sur le cd
E'l pu biau des villôges (Carnaval de Basècles).

##### CD
- E'l pu biau des villôges (Carnaval de Basècles) : avec la chanson "Basèqu'" ch'est l'pu biau des villôges (hymne Basèclois écrit par Monsieur Marcel Gras

#### Folklore
- Le carnaval de Basècles fut créé en 1981 par de joyeux drilles, formant la confrérie des Crocheux basèclois, afin de raviver le sport local "le crossage". Actuellement, les festivités se déroulent « le samedi » sur plusieurs semaines qui se suivent[1].

1. les soumonces en batterie : sous les roulements des tambours et de la grosse caisse les crocheux basèclois vont annoncer le début des festivités carnavalesques, dans les locaux des différentes confréries.
2. les soumonces en musique : toutes les confréries, réparties en 4 groupes musicaux, se dispersent aux 4 coins du village pour annoncer les festivités aux habitants. Tout se termine au soir par un grand rondeau final et le brulage de Monsieur carnaval.
3. le bal des soumonces.
4. « le vendredi, la veille du samedi gras » a lieu, la cérémonie d'ouverture du carnaval, avec le baptême des géants et l'ouverture officielle, le tout animé par plusieurs fanfares.
5. le « samedi gras » précédant le mardi gras, vers 14h, a lieu le grand cortège carnavalesque regroupant une vingtaine de confréries locales, représentant des métiers du village ou purement folkloriques, accompagnées par des chars, 11 géants (El Crocheux, El Bagnard, El Gendarme, El Marmiton, Le Moine, El Conscrit, Basoule, Basouline, Basile,Basoulette, Georgette l'autruche), deux grosses têtes (Poker et Rami). L'animation est dispensée par une dizaine de fanfares. Le soir, vers 22h, grand rondeau final avec feu d'artifice.
6. Mercredi des cendres, crossage en rue, où participent toutes les confréries en costume.

- Ducasse de la place Verte (le 2e week-end de septembre) : Avec les géants Zandre, Zandrine, Zino et Zinette

- Ensemble musical - Fanfare :

1. Royale Harmonie de Basècles ;
2. Clique des sapeurs pompiers du poste avancé de Basècles ;
3. Le Mélodic Jazz Band de Basècles.

## Personnages célèbres ou importants de Basècles
- Jean Baptiste Daudergnies y est né le 11 janvier 1827 - décédé à Panama, le 15 avril 1886), dont sa demeure principale, le château Daudergnies existe toujours : voir sa biographie, "De Basècles à Panama histoire de Jean Baptiste Daudergnies" écrite par Pierre André Delforge.
- César Battaille y est né le 20 mars 1882 et y est décédé le 31 décembre 1963. Il fut ingénieur des mines,constructeur d'un aéroplane triplan. Officier armurier de la guerre 1914-1918.
- Frédéric Amorison est un coureur cycliste belge né le 16 février 1978 à Belœil et originaire de Basècles.
- Nibor De Belgique  est un philosophe franco-belge méconnu, originaire de Basècles. -- Connu entre autres pour son proverbe « La vie n'a pas de prix, le prix c'est la vie ».